# Slina
Slina
(latinsko saliva) je brezbarven, moten, penast in lepljiv izloček žlez slinavk v ustni votlini.

## Sestava
Slino v veliki večini predstavlja voda, vsebuje pa okoli 0,5 % raztopljenih sicer trdnih komponent. Med njimi so: mucin (zmes polisaharidov), različne beljakovine ter prebavni encim α-amilaza, imenovana ptialin. Slednji razgrajuje v hrani prisoten škrob do maltoze in dekstrinov. 
Pomembna sestavina sline so tudi elektroliti (2-21 mmol/L natrija, 10-36 mmol/L kalija, 1.2-2.8 mmol/L kalcija, 0.08-0.5 mmol/L magnezija, 5-40 mmol/L klorida, 2-13 mmol/L bikarbonata, 1.4-39 mmol/L fosfata). 
V slini se nahaja tudi imunoglobulin A(IgA).
Vrednost pH sline je 5,5-6, pri pospešenem izločanju sline pa naraste na 7,6-7,8.

## Vloga
Slina omoči in zmehča hrano, v njej se raztopijo vodotopne sestavine hrane. Nastane vlažna kašasta zmes (himus), ki jo lažje pogoltnemo. Zaradi delovanja ptialina se začne tudi prebava škroba.
Slina ima tudi pomembno vlogo pri zaščiti zob in ob zmanjšanem izločanju sline naraste tveganje za nastanek zobne gnilobe. 

## Produkcija
Povprečna dnevna produkcija sline je pri odraslem 0,5-1,5 litra. Slino proizvajajo in izločajo zlasti 3 velike, parne slinavke:
- obušesna,
- podjezična,
- podčeljustna.

Sekrecijo sline pospešijo in povečajo različni refleksi, povzročeni zlasti zaradi draženja okušalnih živcev v ustni votlini, pomembni so pa tudi dražljaji, ki vplivajo na nos in želodec. Tudi čustvena stanja (jeza, razburjenje) lahko izzovejo pospešeno izločanje sline.